# Kazuń Polski
Kazuń Polski (prononciation : [ˈkazuɲ ˈpɔlski]) est un village polonais de la gmina de Czosnów dans le powiat de Nowy Dwór Mazowiecki de la voïvodie de Mazovie dans le centre-est de la Pologne.
Il se situe à environ 6 kilomètres à l'ouest de Czosnów (siège de la gmina), 4 kilomètres au sud de Nowy Dwór Mazowiecki (siège du powiat) et à 31 kilomètres au nord-ouest de Varsovie (capitale de la Pologne).
Le village compte approximativement une population de 450 habitants en 2006.

## Histoire
De 1975 à 1998, le village appartenait administrativement à la voïvodie de Varsovie.